# 色临界图
數學分支圖論中，色临界图或臨界圖（英語：critical graph）是图染色问题中一类特殊的圖，從此類圖中，移除任何一邊或一點，皆會使圖的色數減少。这一类图具有一些非常好的性质，能在很多证明定理中发挥用处。

## 定义
如果图{\displaystyle G}的任意一个真子图{\displaystyle G'\subset G}，其色數均满足{\displaystyle \chi (G')<\chi (G)}，则称{\displaystyle G}为{\displaystyle \chi (G)}色临界图。

## 相关定义

### 图染色数
对于给定的图{\displaystyle G}，存在{\displaystyle k}种颜色和一种染色方案，将图中{\displaystyle G}每一个顶点都染成{\displaystyle k}种颜色中的一种。如果染色方案满足一下条件，那么将称该染色方案为恰当的染色方案：对于图{\displaystyle G}中任意两个顶点{\displaystyle u,v}，如果{\displaystyle uv\in E(G)}，那么{\displaystyle u,v}所染成的颜色不同。
对于图{\displaystyle G}，如果存在一个{\displaystyle k}种颜色的恰当染色方案，我们称{\displaystyle G}是{\displaystyle k}染色的。在所有满足条件的{\displaystyle k\in \mathbb {Z_{+}} }，称最小的那个{\displaystyle k}为{\displaystyle \chi (G)}。

### 子图
对于任意一个图{\displaystyle G}和{\displaystyle G'}，如果{\displaystyle V(G')\subseteq V(G)}并且{\displaystyle E(G')\subseteq E(G)}，则称{\displaystyle G'}是{\displaystyle G}的子图，记为{\displaystyle G'\subseteq G}。若{\displaystyle G'\neq G}，则称{\displaystyle G'}是{\displaystyle G}的真子图，记为{\displaystyle G'\subset G}。

### 叶（lobe）
对于图{\displaystyle G}即其一个点的子集{\displaystyle S\subseteq V(G)}。{\displaystyle G-S}有连通分支{\displaystyle G_{1},G_{2}\dots G_{t}}。对任意{\displaystyle G_{i}}，我们称{\displaystyle S\cup G_{i}}在{\displaystyle G}中的导出子图为{\displaystyle S}-叶（{\displaystyle S}-lobe）。

## 基本性质
1. {\displaystyle G}是一个没有孤立点的色临界图，當且僅當對任意{\displaystyle e\in E(G),\ \chi (G-e)<\chi (G)}。
证明："{\displaystyle \Rightarrow }"由定义可知显然。"{\displaystyle \Leftarrow }"：由于{\displaystyle \forall G'\subset G,\exists e\in G-G'}。所以{\displaystyle \chi (G')\leq \chi (G-e)<\chi (G)}。
2. 设G是一个{\displaystyle k}-色临界图，则對任意{\displaystyle v\in V(G)}，存在一种使用{\displaystyle k}种颜色的恰当的染色方式使得{\displaystyle k-1}种颜色均出现在鄰域（英语：Neighbourhood (graph theory)）{\displaystyle N(v)}中。
证明：由于色临界图的定义知，{\displaystyle \chi (G-v)<k}。所以存在一种使用前{\displaystyle k-1}种颜色对{\displaystyle G-v}的恰当的染色方式。然后再对{\displaystyle v}进行染色，则必须有{\displaystyle k-1}种颜色均出现在{\displaystyle N(v)}中，否则可以用前{\displaystyle k-1}種色中没有在出现{\displaystyle N(v)}的颜色对{\displaystyle v}染色，那么就得到用前{\displaystyle k-1}颜色对{\displaystyle G}染色的方法，与{\displaystyle \chi (G)=k}矛盾。
3. 设G是一个{\displaystyle k}-色临界图，则对任意{\displaystyle e\in E(G)}，任意使用{\displaystyle k-1}种颜色对{\displaystyle G-e}的恰当的染色方式均将{\displaystyle e}两端点染成相同颜色。
证明：如果存在一种使用{\displaystyle k-1}种颜色对{\displaystyle G-e}的恰当的染色方式使得{\displaystyle e}两端点染成不同颜色，那么这种方式同样能对{\displaystyle G}使用，这样与{\displaystyle \chi (G)=k}矛盾。

## 相关定理

### 狄拉克定理
任意一个{\displaystyle k}-色临界图均为{\displaystyle k-1}-邊連通的。:211
证明用到以下引理：

#### 凯南（）引理
设{\displaystyle G}的最小染色数{\displaystyle \chi (G)>k}，并且{\displaystyle X,Y}是对{\displaystyle V(G)}的一个划分。如果{\displaystyle X,Y}在{\displaystyle G}上导出子图{\displaystyle G[X],G[Y]}均是{\displaystyle k}可染色的，那么{\displaystyle G-G[X]-G[Y]}中至少有{\displaystyle k}条边。:211
证明：
由于{\displaystyle G[X],G[Y]}均是{\displaystyle k}可染色的，可以把{\displaystyle X}划分为{\displaystyle k}个独立集{\displaystyle X_{1},X_{2},\dots ,X_{k}}，把{\displaystyle Y}划分为{\displaystyle k}个独立集{\displaystyle Y_{1},Y_{2},\dots ,Y_{k}}。如果{\displaystyle X,Y}之间边少于{\displaystyle k}条，則对{\displaystyle G}进行染色。先对{\displaystyle X_{1},X_{2},\dots ,X_{k}}中的点染上{\displaystyle k}种颜色。再分别对{\displaystyle Y_{1},Y_{2},\dots ,Y_{k}}逐独立集染色，并且染每个独立集时，与其相邻以及染完色的独立集个数少于{\displaystyle k}个，所以可在{\displaystyle k}中颜色中选择餘下某种对其恰当染色。这样就对{\displaystyle G}使用{\displaystyle k}种颜色恰当染色，与{\displaystyle \chi (G)>k}矛盾。引理证明完毕。
回到原证明，如果{\displaystyle G}不是{\displaystyle k-1}-边连通的。那么存在{\displaystyle k-2}条边{\displaystyle E'=\{e_{1},e_{2}\dots e_{k-1}\}}使得{\displaystyle G-E'}不是连通图，取其一个连通分支{\displaystyle X}，令{\displaystyle Y=V(G)-X}。由于不连通性可知{\displaystyle G-G[X]-G[Y]}的邊皆屬{\displaystyle E'}。又{\displaystyle G}是色临界图，有{\displaystyle \chi (G[X])<k,\chi (G[Y])<k}，所以均是{\displaystyle k-1}可染色。利用凯南引理可知，{\displaystyle G-G[X]-G[Y]}的邊數至多是{\displaystyle k-1}，但{\displaystyle |E'|=k-2}，矛盾。

### 定理2：
如果{\displaystyle G}是{\displaystyle k}-色临界图，那么{\displaystyle G}的割集均不是團。特别说明的是，如果{\displaystyle G}有一个割集含有两个点{\displaystyle S=\{x,y\}}，那么{\displaystyle xy\notin G}并且{\displaystyle G}存在一个{\displaystyle S}-叶{\displaystyle H}使得{\displaystyle \chi (H+xy)=k}。